# York, South Carolina
York [ˈjɔrk] är administrativ huvudort i York County i South Carolina. Orten har fått sitt namn efter staden York i England. York hade 7 736 invånare enligt 2010 års folkräkning.